# Phytobia allecta
Phytobia allecta este o specie de muște din genul Phytobia, familia Agromyzidae, descrisă de Axel Leonard Melander în anul 1913. Conform Catalogue of Life specia Phytobia allecta nu are subspecii cunoscute.